# Komelinolike
Komelinolike (lat. Commelinales), biljni red cvjetnjača iz razreda Liliopsida (jednosupnica) kojemu pripada pet porodica Puzavci (Commelinaceae), Haemodoraceae, Hanguanaceae, Philydraceae i Pontederiaceae. Ovim pet porodicama pripada oko 70 rodova s preko 800 vrsta.
Red i porodica Commelinaceae su dobili ime po brojnom rodu trajnica, komelina (Commelina), od kojih dvije vrste rastu i u Hrvatskoj, to su  Commelina benghalensis i  Commelina communis. Predstasvnici ovog roda mogu biti puzačice, padačice ili penjačice. Ostali značajni rodovi ove porodice su cijanotis (Cyanotis), dihorizandra (Dichorisandra), Geogenanthus, Palisota, Siderasis,  tradeskancija (Tradescantia), u Hrvatskoj raste Tradescantia fluminensis; veldenija (Weldenia), kalizija (Callisia, kohliostema (Cochliostema). 
Porodica Haemodoraceae ima desetak rodova a dobila je ime po rodu hemodorum (Haemodorum), a pripadaju joj i rodovi vahendorfija (Wachendorfia), ksifidijum (Xiphidium), i drugi. Porodici Hanguanaceae pripada rod Hanguana s 11 vrsta. Philydraceae ima tri roda Philydrella, Philydrum i Helmholtzia. Porodici Pontederiaceae pripadaju vodene trajnice ejhornija (Eichhornia) s vodenim zumbulom (Eichhornia crassipes); heterantera (Heteranthera); rod vodenih listopadnih trajnica pontederija (Pontederia); rodu Scholleropsis pripada samo jedna vrsta (Scholleropsis lutea) iz Kameruna, Čada i Madagaskara.

## Opis
Pripadnici Commelinales općenito su male do velike biljke, obično s rizomatoznim rastom. Listovi, koji mogu biti linearni s ovojnom bazom ili diferencirani na peteljku i laminu, spiralno su raspoređeni ili distihozni. Cvjetovi su prilično varijabilni od hipoginih do epiginih, dvospolnih ili jednospolnih, aktinomorfnih ili zigomorfnih, s uočljivim laticama i velikom raznolikošću strukture i organizacije perianta. Sjemenke posjeduju škrobni endosperm. Mnogi članovi Commelinales su ukorijenjeni ili slobodno plutajući vodeni organizmi koji se nalaze u močvarnim staništima, posebno pripadnici Pontederiaceae i Philydraceae.
Pontederiaceae, Haemodoraceae, Philydraceae i Hanguanaceae ranije su bile uključene u red ljiljana, Liliales. Međutim, posjedovanje sličnih svojstava kao kod Commelinaceae - stomatalni kompleksi sa sporednim stanicama, ultraljubičasto-fluorescentni spojevi u stjenkama stanica, Strelitzia tip epikutikularnog voska i njihov škrobni endosperm - rezultiralo je reorganizacijom ovih pet obitelji zajedno. S đumbirima, travama i drugim naprednim jednosupnicama (tj. cvjetnicama koje karakterizira jedan list sjemenke), sada se tipično nazivaju Komelinidi.

## Vanjske poveznice
|  | Zajednički poslužitelj ima još gradiva o temi Commelinales |
|  | Wikivrste imaju podatke o taksonu Commelinales             |